# Пурпурный человек
Пурпурный человек (англ.  Purple Man, настоящее имя Зебедайя Киллгрэйв (англ. Zebediah Killgrave)) — суперзлодей издательства Marvel. Первоначально был врагом Сорвиголовы, дебютировав в Daredevil #4 (Октябрь, 1964). В мультсериале 1992 года был противником Людей Икс, где побежден «Слаем». В 2010-х годах появляется в качестве основного антагониста Джессики Джонс и Люка Кейджа. Его тело производит феромоны, позволяющие ему воздействовать на сознания других людей и манипулировать их волей.
В 2015 году, в телесериале «Джессика Джонс» в рамках Кинематографической вселенной MarveI, роль Киллгрэйва исполнил актёр Дэвид Теннант.

## История публикаций

Первое появление Пурпурного человека. Обложка Daredevil #4 (Октябрь, 1964). Художник — Джек Кирби

Пурпурный человек был создан сценаристом Стэном Ли и художником Джо Орландо и впервые появился в Daredevil #4 (Октябрь, 1964).

## Биография
Доктор Зебедайя Киллгрэйв родился в Риеке, Хорватии. Он был врачом, после чего, по его собственным словам, Киллгрэйв стал международным шпионом коммунистов. Его миссией стало проникновение на американский склад боеприпасов, где он должен был выкрасть экспериментальный образец газа, поражающего нервную систему. Во время миссии он был атакован военными и случайно упал в химическую канистру с нервно-паралитическим газом. Содержимое контейнера впиталось в кожу и волосы Киллгрэйва, из-за чего они приобрели пурпурный оттенок. К его удивлению, солдат, выстреливший в него, извинился и дал возможность уйти. В результате всего этого, Киллгрэйв обнаружил, что теперь он может воздействовать на сознания людей, и начал криминальную карьеру, взяв себе псевдоним Пурпурного человека.
Киллгрэйв встретил женщину по имени Мелани в баре в Буффало, Нью-Йорке. Используя свои способности, Зебедайя заставил её выйти за него замуж. В конце концов, Киллгрэйв действительно влюбился в Мелани и решил освободить её от своего психического контроля, в надежде, что она за это время она полюбила его по-настоящему. Тем не менее, Мелани, узнав, что Киллгрэйв сделал с ней, в ужасе сбежала от него в Торонто, Канаду. Киллгрэйв не отправился за ней, а спустя месяц Мелани родила от него дочь, которую назвала Кара. Когда Каре исполнилось тринадцать лет, её кожа побагровела и она приобрела способности, подобно своему отцу. Тогда же Мелани рассказала ей, что её отец является Пурпурным человеком. Кара взяла себе псевдоним Пурпурной девушки и стала другом Отряда Альфа, команды сверхчеловеческих людей из Канады.
Во время пребывания в Нью-Йорке Киллгрэйв начал использовать свои способности, заставляя людей делать то, что он хочет. С их помощью он ограбил один из нью-йоркских банков. Он планировал использовать свои полномочия ради достижения мирового господства. Тем не менее, он был остановлен Сорвиголовой, чья воля была достаточно сильна, чтобы противостоять ему. Киллгрэйв был помещён в тюрьму, однако вскоре совершил побег и направился в Сан-Франциско. Там Пурпурный человек построил свою собственную криминальную империю, однако вновь был остановлен Сорвиголовой, который также переехал в этот город. На этот раз он не был доставлен в тюрьму, однако его империя рухнула и он был вынужден вернуться в Нью-Йорк.
В Нью-Йорке он подчинил Максвелла Гленна, главу Glenn Industries и заставил совершать различные преступления от своего имени, в надежде построить собственную финансовую империю. Гленн был доставлен в суд за эти преступления, из-за чего совершил самоубийство. Сорвиголова узнал, что в этом был замешан Киллгрэйв и противостоял ему на острове Райкер. Вскоре Пурпурный человек узнал, что Сорвиголова был слеп и догадался, что он — Мэтт Мёрдок. Их схватка закончилась падением Киллгрэйва в море, который, казалось бы, утонул. Тем не менее, он выжил, однако его мировоззрение радикально изменилось. Он понял, что попросту тратит время на войну с костюмированными героями, поскольку он может получить всё с помощью своих способностей.
Киллгрэйв решил уйти из криминала, однако изменил решение, когда был втянут в автомобильное происшествие с людьми Кингпина. Взбешённый тем, что они украли его пурпурный «Роллс Ройс», Киллгрэйв спровоцировал драку между грабителями. Узнав об этом, Кингпин послал одного из своих агентов проверить силу Пурпурного человека. Этот агент подпустил Киллгрэйва к Кингпину и тот попытался контролировать его. Вместо этого он сам заставил Киллгрэйва выполнять свои собственные указания. Он послал Киллгрэйва убить Сорвиголову. Из-за того, что силы Киллгрэйва увеличились, Сорвиголова больше не смог противостоять ему, однако с помощью Люка Кейджа, Железного кулака и Человека-паука он смог одолеть его. Лунный рыцарь нанёс решающий удар и Пурпурный человек вернулся под стражу.
Позже Киллгрэйв переехал в Полинезию, где он решил использовать свою силу только для своего удовольствия. Его способности привлекли внимание Доктора Дума, который поймал Киллгрэйва и отправил его на свой остров в Карибском море. Доктор Дум увеличил силы Пурпурного человека Психо-Призмой, планируя подчинить себе весь мир. Но Дум понял, что сила, которую он имел, не удовлетворяла его, и когда Чудо-человек противостоял силе Пурпурного человека, Дум решил не вмешиваться. Нэмор уничтожил Психо-Призму Дума и, по-видимому, убил Пурпурного человека. Пурпурный человек восстановился полностью, однако, он решил, что попытается завоевать мир. В этих целях, он, используя свои способности, стал покровительствовать могущественному мутанту Нейту Грею. Но Грей блокировал контроль Киллгрэйва своими способностями, когда Пурпурный человек пытался управлять им.
Некоторое время Киллгрэйв считался мёртвым. Он был обнаружен в одном из ресторанов в Нью-Йорке супергероиней Сокровищем. Пурпурный человек устроил в ресторане побоище, заставив двух мужчин драться друг с другом. Он заставил Джессику разобраться с полицией, чтобы та не помешала ему поужинать. Пурпурный человек взял Джессику под контроль и та долгое время находилась в пятизвёздночном отеле, смотря как тот вступает в половую связь со студентками, которых он соблазнял на улице. Однажды он увидел новость о Сорвиголове, своём злейшем враге, в газете и послал Джессику убить его. Та ошибочно приняла Алую ведьму и вступила с ней в бой, однако была побеждена Мстителями. Они попросили Джин Грей огородить её от влияния Киллгрэйва. Придя в себя, Джессика оставила карьеру супергероини и стала частным детективом.
Спустя некоторое время Пурпурного человека снова взяли под стражу. На этот раз он был заключён в тюрьму Плот, которая находилась на острове Райкер. Там он встретил Джессику Джонс, которая на тот момент работала следователем на группу людей, которыми когда-то управлял Киллгрэйв. Вместо того, чтобы конфисковать и её способности, Киллгрэйв пытался внушить ей, что она — героиня комиксов. Позже, когда Пурпурный человек сбежал из тюрьмы, он также встретился с Джонс лицом к лицу у неё дома. Ему не удалось подчинить волю Джессики и та жестоко избила его.
Когда Электро перегрузил систему безопасности тюрьмы, Киллгрэйв, наряду с другими заключёнными, покинул свою камеру. Он столкнулся лицом к лицу со своим старым врагом Люком Кейджем и потребовал от него убить свою жену и нерождённого ребёнка внутри неё. Люк рассказал, что в пищу Пурпурного человека тайно подсыпали наркотики, которые блокировали его способности, после чего Люк избил Киллгрэйва до полусмерти в ответ на его угрозы.
Следующей целью Киллгрэйва стали Громовержцы. Чтобы уничтожить их, Пурпурный человек вошёл в союз с Мечником (сыном Барона Штрукера). Несмотря на этот фон Штрукер предал его, когда тот напал на Певчую птицу во время атаки Атласа и Мака IV. Киллгрэйв подчинил других героев, используя их как пушечное мясо против Громовержцев, однако потерпел поражение. Во время Гражданской войны он взял под контроль нескольких агентов Щ. И. Т.а и пытался сбежать в Канаду, но был остановлен Джоном Уолкером. Позднее Пурпурный человек перебрался в казино в Лас-Вегасе, а затем вступил в банду Капюшона. Затем был помещён в Плот, где использовался как часть программы обучения для Академии Мстителей. Когда Хазмат случайно выводит питание, Киллгрэйв сбежал, однако был побеждён Люком Кейджем и возвращён в камеру. Некоторое время спустя вместе с другими заключёнными был освобождён Джаггернаутом. Впоследствии настроил друг против друга Героев по найму.
Киллгрэйв пытался образовать команду вместе с Охотницей за головами, Лавиной, Шокером, Смертельным Сталкером и Паладином. Они сражались с Туманным рыцарем и её сторонниками. Тем не менее, команда потерпела поражение и распалась. Вскоре Пурпурный человек собрал вокруг себя всех своих детей, которые появились на свет в результате его интимной связи с многими женщинами. С их помощь он планировал получить мировое господство. Тем не менее, дети обернулись против него и заставили Киллгрэйва убить себя. Позднее его тело было доставлено в морг. Благодаря исцеляющему фактору он быстро восстановился. Он нашёл в канаве Сорвиголову, израненного после столкновения с пурпурными детьми. Он принялся избивать его, пока Сорвиголова не восстановился и не начал преследование. Ему удалось остановить Киллгрэйва от мести к пурпурным детям, после чего тот вновь был посажен в тюрьму.
Во времени очередного побега в тюрьме Громовержцев, он взял код контроль заключённых, но был остановлен и избит Люком Кейджем.

## Силы и способности
Структура ДНК Киллгрэйва была изменена, в результате чего он приобрёл способность выделять особые феромоны, которые передаются через дыхание и впитываются в кожу других людей. Это позволяет Пурпурному человеку контролировать их действия. Эта способность действует до тех пор, пока жертва слышит его голос, а также пока Киллгрэйв находится рядом с ней. Когда он отдаляется от неё, количество феромонов постепенно уменьшается и жертва начинает осознавать свои поступки. Это также зависит от её метаболизма. Только люди с исключительной силой воли или с необычной психикой могут противостоять этому эффекту. При возможности, Киллгрэйв может контролировать сознания сразу сотни людей одновременно и управлять их поведением против их воли. Также он, видимо, обладает способностью выбрасывания феромонов в атмосферу, так как он может спокойно передвигаться в толпе, при этом не используя на ней свою силу. Мутация также одарила Киллгрэйва ускоренной регенерацией клеток, известной как исцеляющий фактор. Доктор Дум показал, что своими способностями он может с лёгкостью перебороть воздействие феромонов Киллгрэйва на его интеллект, в то время как Сорвиголова, который ослеп в результате несчастного инцидента, может концентрировать свои чувства и, таким образом, игнорировать способности Пурпурного человека. Помимо этого, Зебедайя Киллгрэйв обладает высоким интеллектом.
Пурпурный человек смог заставить Псевдоним поверить, что она живёт в комиксе, а также заставил её пройти через зрительные галлюцинации и эмоциональные желания, при этом не просто управляя её действиями.

## Альтернативные версии

### Marvel 1602
В альтернативной реальности Marvel 1602 Киллгрэйв является пожизненным президентом Соединённых Штатов, используя свои полномочия, чтобы оставаться в должности в течение десятилетий. Капитан Америка, Человек-паук и Сорвиголова сражаются против правительства и побеждают. В то время как Человек-паук и Сорвиголова были убиты выстрелом в голову, Капитан Америка отправился в прошлое, чтобы предотвратить возвышение Киллгрэйва. Это приводит к изменению реальности и образованию вселенной Marvel 1602.

### Daredevil: End of Days
Бен Урих берёт интервью у Киллгрэйва. Впоследствии Пурпурный человек был найден мёртвым с огнестрельным ранением в голове, полученным от Карателя.

### House of M
В альтернативной реальности День М, созданной Алой Ведьмой, Зебедайя Киллгрэйв (кодовое имя «Зеб») является бессильным человеком, работающим лоббистом на правительство мутантов, в то же время являясь агентом человеческого сопротивления.

### What if?
В Что если бы Джессика Джонс присоединилась к Мстителям? берёт под контроль супергероиню Сокровище. После восьми месяцев гипноза он посылает её убить Сорвиголову. В своём психическом состоянии она направляется в Особняк Мстителей и нападает на Алую ведьму, которая носила ту же одежду.

## Вне комиксов

### Телевидение

#### Кинематографическая вселенная Marvel
- Дэвид Теннант исполнил роль Киллгрэйва в сериале от Netflix «Джессика Джонс»[1]. Биография героя сильно отличается от прообраза из комиксов. В сериале имя Килгрэйв является псевдонимом англичанина Кевина Томпсона, который получил свои способности в детстве в результате серии жестоких экспериментов, которые на нём проводили родители-ученые — это развило в нём наклонности социопата. В сериале изменён принцип работы его способностей: он не производит гипнотические феромоны, а заражает окружающих специальным контрольным вирусом, с помощью которого может передавать команды даже на дальнем расстоянии; вирус испаряется из управляемого уже через сутки, поэтому для более длительного контроля Килгрэйв должен осуществлять повторное заражение. Также у него нет пурпурной кожи, но воспоминания и видения Джессики Джонс, связанные с ним, часто показаны с использованием пурпурного освещения. Также, в десятой серии Джессика принимает за Килгрэйва прохожего в пурпурном пиджаке, а затем упоминает, что пурпурный цвет — его любимый. В дальнейшем Килгрейв очень часто появляется в пурпурной одежде. Согласно сюжету сериала, Килгрэйв влюблён в Джессику Джонс и стремится заставить её быть с ним, но она его ненавидит, поскольку когда-то давно он заставил её убить жену Люка Кейджа и тем самым привёл к тому, кем она является сейчас. В финале первого сезона Джессика наконец убивает Килгрэйва.
- Дэвид Теннант вернулся к роли Киллгрэйва в 11 серии 2 сезона, где он появлялся в видениях Джессики после того, как она убила полицейского Дэйла Холидэя, мучившего в тюрьме её мать.
- Дэвид Теннант озвучил Киллгрэйва в 13 серии 3 сезона, будучи голосом в голове Джессики. Сама сцена была выполнена в пурпурном освещении.[38]

#### Анимация
- Зебедайя Киллгрэйв появляется в мультсериале «Люди Икс» 1992 года, где его озвучивает Седрик Смит. Он не использует псевдоним «Пурпурного человека» и даже использует крем, чтобы скрыть свою фиолетовую кожу на публике. Он изображён как мутант, который рвётся к власти. Киллгрэйв был остановлен Циклопом.
- Киллгрэйв появляется в мультсериале «Мстители. Величайшие герои Земли», озвученный Брентом Спайнером. Он был одним из суперзлодеев, сбежавших из тюрьмы «Плот». Позднее он берёт под контроль Тони Старка, заставляя его строить спутник, который позволил бы ему расширить свои полномочия на сознания других людей по всему миру, в том числе и Мстителей. Некоторое время он является мировым правителем, однако только Вижен не поддаётся его контролю и спасает товарищей по команде. Впоследствии Киллгрэйв был остановлен Мстителями.

## Критика и отзывы
В 2016 году журнал «Rolling Stone» поместил Киллгрейва на сороковую позицию в своём списке «40 величайших телевизионных злодеев всех времён».